# Abrama
Abrama là một thị trấn thống kê (census town) của quận Valsad thuộc bang Gujarat, Ấn Độ.

## Nhân khẩu
Theo điều tra dân số năm 2001 của Ấn Độ, Abrama có dân số 21.035 người. Phái nam chiếm 53% tổng số dân và phái nữ chiếm 47%. Abrama có tỷ lệ 78% biết đọc biết viết, cao hơn tỷ lệ trung bình toàn quốc là 59,5%: tỷ lệ cho phái nam là 83%, và tỷ lệ cho phái nữ là 72%. Tại Abrama, 12% dân số nhỏ hơn 6 tuổi.